# 十和田湖畔温泉
十和田湖畔温泉（とわだこはんおんせん）は、青森県十和田市と秋田県鹿角郡小坂町にまたがる温泉。

## 泉質
- ナトリウム・カルシウム-硫酸塩・塩化物・炭酸水素泉
- 源泉温度35℃

## 温泉街
十和田八幡平国立公園内の十和田湖湖畔の休屋地区に温泉街が広がる。
県境に位置するため、旅館も両県にまたがって15軒存在する。また当地には共同浴場は存在しない。

## 歴史
開湯は2003年（平成15年）4月である。地下936mまでボーリングを実施して源泉を掘り当てた。源泉の供給は2003年11月から始まった。ただし、当地にある旅館「国民宿舎十和田湖温泉」はそれ以前から十和田ポニー温泉より源泉をタンクローリーにて運んでいたため、温泉宿の開業はそれ以前である。

## テレビ番組
- 日経スペシャル ガイアの夜明け 名湯が泣いている 〜温泉は日本を癒せるか!?〜（2002年7月28日、テレビ東京）[1]。

## アクセス
- 鉄道・バス
  - 東北新幹線八戸駅よりJRバス十和田東線で約1時間20分、十和田湖駅下車。
  - JR/青い森鉄道青森駅よりJRバス十和田北線で約3時間、十和田湖駅下車。
  - 十和田観光電鉄線十和田市駅より十鉄バス十和田湖観光線で約1時間40分、十和田湖バスターミナル下車。